# Chojno-Młyn
Chojno-Młyn is een plaats in het Poolse district  Szamotulski, woiwodschap Groot-Polen. De plaats maakt deel uit van de gemeente Wronki en telt 201 inwoners.